# Горчаков, Юрий Павлович
Юрий Павлович Горчаков (род. 3 мая 1938) — советский хоккеист. Тренер.
В чемпионате СССР играл за ленинградский СКВО — СКА (1958/59 — 1963/64). Выступал в низших лигах за «Спартак» Ленинград (1963/64 — 1964/65), «Металлург» Череповец (1965/66 — 1966/67).
Работал детским тренером, среди воспитанников — Сергей Пушков.